# الاختبار النووي الكوري الشمالي (يناير 2016)
في 6 يناير 2016 وفي الساعة 10:00:01 ت ع م + 08:30، أعلنت كوريا الشمالية أنها أجرت اختبارًا نوويًّا تحت الأرض في موقع الاختبار النووي بونغ كيه-ري. قالت وسائل الإعلام الكورية الشمالية أن البلاد نجحت في اختبار قنبلة هيدروجينية، وهي التي كان يعتقد بوجودها قبل شهر من توقيت إجراء الاختبار. أفادت وكالة المسح الجيولوجي للولايات المتحدة بوقوع زلزال بقوة 5.1 ريختر في موقع الانفجار، كما أفاد مركز شبكات الزلازل الصيني بوقوع الزلزال بقوة 4.9 ريختر. جاء الاختبار بعد تلميح سابق من الرئيس كيم جونغ أون إلى أن بلاده تمتلك القنبلة الهيدروجينية. أشارت ذي نيويورك تايمز بأن كوريا الشمالية وصفت الاختبار بأنه «نجاح كامل»، وأشارت الغارديان إلى أن كوريا الشمالية وصفته بأنه «عمل من أعمال الدفاع الذاتي ضد الولايات المتحدة».

## خلفية تاريخية
قامت كوريا الشمالية بالعديد من التجارب البالستية والنووية. ففي شهر أكتوبر عام 2002، اقرت بأنها تمتلك برنامج أسلحة نووية سري، وفي أكتوبر عام 2006 تم الإعلان عن أول ثلاثة انفجارات نووية تحت الأرض في موقع بونغي - ري لإجراء التجارب النووية، وفي مايو عام 2009 أي بعد شهر من المحادثات الدولية بشأن برنامج كوريا الشمالية النووي، أعلنت بيونغيانغ إجراء اختبارها النووي الثاني تحت الأرض، وفي شهر فبراير عام 2013 تم إجراء ثالث اختبار نووي باستخدام ما وصفته وسائل الإعلام جهازًا نوويًا خفيفًا ومصغرًا، وفي مايو 2015 أعلنت بيونغيانغ أنها اختبرت إطلاق صاروخ من غواصة، ما يجعل أمر اكتشافه أكثر صعوبة من الأجهزة التقليدية. وكان الزعيم الكوري كيم جونغ أون قال في شهر ديسمبر 2015 أن بيونغيانغ طورت قنبلة هيدروجينية.

## التجربة الهيدروجينية
قالت محطة التلفزيون الكورية أن كوريا الشمالية أجرت بنجاح في تمام الساعة 10:00 بالتوقيت المحلي (توقيت بيونغ يانغ) أول تجربة لقنبلة هيدروجينية، وأكدت أن تجربتها الناجحة هذه جاءت بإمكانياتها الذاتية، وباستخدام تقنياتها المحلية فقط. ووفقًا لبيان صادر عن حكومة كوريا الشمالية فإن التجربة الناجحة للقنبلة الهيدروجينية لم يكن لها أي تأثير سلبي على البيئة، وتم إجراؤها وفق التوجه الاستراتيجي لحزب العمال الكوري الحاكم. وأعلن التلفزيون الكوري أن كيم جونغ أون شهده بنفسه الاختبار النووي.
وكان خبراء مركز رصد الزلازل الأوروبي والماسح الجيولوجي الأمريكي ومركز شبكات الزلازل الصيني قد أعلنوا يوم الأربعاء عن وقوع زلزال بقوة 5.2 درجة في الساعة 10:30 صباح اليوم بتوقيت سيئول، بالقرب من موقع بونغ كيه-ري للتجارب النووية في شمال شرقي كوريا الشمالية. وقالت الحكومة الكورية الجنوبية قبل الإعلان الرسمي من قبل بيونغ يانغ، إن المؤسسات المعنية تعتقد أن الزلزال اصطناعي وقع بالقرب من موقع بونغ كيه-ري في شمال شرقي كوريا الشمالية. وقد أعلن جهاز المخابرات الكوري الجنوبي أن قوة التفجير النووي الكوري الشمالي بلغت 6.0 كيلوطن.

### شكوك
في اليوم الأول من إعلان التجربة أثيرت شكوك حول إجراء تجربة وذلك بسبب حجم الانفجار وما إذا كان كبيراً بما فيه الكفاية ليكون مؤشراً على تفجير قنبلة هيدروجينية، فقد قالت كوريا الجنوبية التجربة بإنه من الصعب التصديق أنها كانت قنبلة هيدروجينية، وحسب محلل في مؤسسة راند للأبحاث وكذلك خبير عسكري صيني قالا بأن الانفجار الذي كانوا سيحصلوا عليه أكبر بقوة عشر مرات من ذلك الذي يزعمون وإن البيانات المتوفرة لا تدعم الاشارات إلى أن القنبلة كانت هيدروجينية.

## ردود الفعل
- كوريا الجنوبية: أعلنت كوريا الجنوبية حالة الطوارئ في البلاد بعد الإعلان الكوري الشمالي، وعُقد اجتماع لمجلس الأمن القومي واجتماع لقيادة الجيش الكوري الجنوبي لبحث إجراءات الطوارئ.[7] فيما نقلت وكالة الأنباء يونهاب عن المخابرات الكورية الجنوبية أنه من المحتمل ألا تكون التجربة الكورية الشمالية تجربة لقنبلة هيدروجينية، كما أفادت هيئة الأرصاد الكورية الجنوبية بعدم رصد أي إشعاع بعد إعلان كوريا الشمالية عن الاختبار.[8] أعلنت وزارة التوحيد حظرًا جزئيًّا على دخول الكوريين الجنوبيين إلى مجمع كيسونغ الصناعي ابتداءً من 7 يناير.[9] وقرر مجلس الأمن القومي استئناف البث الدعائي الموجه لكوريا الشمالية عبر مكبرات الصوت بعد توقفه من 136 يومًا.[10]
- اليابان: أعلن رئيس الوزراء شينزو آبي أن الاختبار يشكل تحديًّا خطيرًا لقرارات مجلس الأمن الدولي.
- الصين: قالت الصين وهي أوثق حلفاء كوريا الشمالية، إن الاختبار الذي وردت أنباء بشأنه يوم الأربعاء، أُجري في تحد للمجتمع الدولي، وحثت كوريا الشمالية على الإحجام عن مثل هذه الأفعال، التي قد تزيد التوتر في شبه الجزيرة الكورية.[11] وقد أجلت الصين سكان المناطق الواقعة على الحدود مع كوريا الشمالية وذلك على خلفية إجراء الأخيرة تجربة وصفتها بالناجحة على قنبلة هيدروجينية، وذكرت وسائل إعلام صينية أنه يجب على سكان مدن يانجي، وهونتشون، وتشانغباى في جيلين إخلاء منازلهم.[12]
- أستراليا: أصدرت وزيرة الخارجية الأسترالية جولي بيشوب بياناً يدين السلوك الأستفزازي والخطر لنظام كوريا الشمالية.[13]
- الولايات المتحدة: ردت الولايات المتحدة على الاستفزازات الكورية ودعت كوريا الشمالية للالتزام بالمعاهدات والقوانين الدولية.[14]
- فرنسا: أصدرت الرئاسة الفرنسية بيانًا جاء فيه «إن فرنسا تدين هذا الانتهاك غير المقبول لقرارات مجلس الأمن وتدعو إلى رد قوي من قبل المجتمع الدولي».[15]
- روسيا: نُقل عن ممثل روسيا الدائم لدى الوكالة الدولية للطاقة الذرية قوله أن الاختبار يمثل انتهاكًا صارخًا للقانون الدولي. واعتبرت الخارجية أن الاختبار من شأنه أن يؤدي إلى تفاقم الوضع في شبه الجزيرة الكورية.[16]
- مصر: أعربت وزارة الخارجية المصرية عن قلق مصر تجاه ما أعلنته كوريا الشمالية من إجراء أول اختبار لقنبلة هيدروجينية، مشيراً إلى ما يمثله هذا الإجراء من تهديد جديد لنظام منع الانتشار النووي، وإضعاف لجهود ترسيخ عالمية معاهدة منع الانتشار النووي وتعزيز دورها في حظر انتشار الأسلحة النووية ودعم السلام والاستقرار العالمي.
- سنغافورة : في بيان لوزارة الشؤون الخارجية قالت أنها تشعر بقلق بالغ حيال اعلان كوريا الشمالية عن اختبار القنبلة الهيدروجينية، ووصفة التجربة بأنها عمل استفزازي خطير ولها آثار خطيرة على السلام والاستقرار في المنطقة.
- الأمم المتحدة : سيعقد مجلس الأمن الدولي اجتماعاً لمناقشة شرعية وعواقب الاختبار النووي.[17]
- الاتحاد الأوروبي: أعربت المفوضية الأوروبية أن الاختبار هو انتهاك خطير لقرارات الأمم المتحدة.
- الناتو: قالت المنظمة أن الاختبار يقوض الأمن الإقليمي والدولي، وتشكل خرقًا واضحًا لقرارات مجلس الأمن الدولي.